# Automa a pila
Un automa a pila o (noto anche con la sigla PDA, dall'inglese pushdown automaton) è un tipo di macchina astratta, in particolare un automa la cui memoria di lavoro è costituita da una pila, una struttura dati i cui dati possono essere estratti in ordine necessariamente inverso rispetto a quello di inserimento.
Un automa a pila è in grado di riconoscere ed accettare tutti i linguaggi che nella teoria delle grammatiche formali sono detti non contestuali, ovvero di tipo 2 secondo la classificazione gerarchica di Chomsky.

## Definizione formale

### Automa a pila non deterministico
L'automa a pila non deterministico è un sistema formale composto da {\displaystyle M=(\Sigma ,\Gamma ,Z_{0},Q,q_{0},F,\delta )}, dove:
1. {\displaystyle \Sigma } è l'alfabeto di input;
2. {\displaystyle \Gamma } è l'alfabeto dei simboli della pila;
3. {\displaystyle Z_{0}\in \Gamma } è il carattere iniziale della pila;
4. {\displaystyle Q} è un insieme finito e non vuoto di stati;
5. {\displaystyle q_{0}\in Q} è lo stato iniziale;
6. {\displaystyle F\subseteq Q} è l'insieme degli stati finali;
7. {\displaystyle \delta :Q\times (\Sigma \cup \{\varepsilon \})\times \Gamma \to {\mathcal {P}}_{finite}(Q\times \Gamma ^{\star })} è la funzione parziale di transizione ({\displaystyle \varepsilon } è la stringa vuota).

### Automa a pila deterministico
Un automa a pila deterministico è un automa a pila {\displaystyle M=(\Sigma ,\Gamma ,Z_{0},Q,q_{0},F,\delta )} tale che per ogni carattere a di {\displaystyle \Sigma }, per ogni stato {\displaystyle Z} di {\displaystyle \Gamma } e per ogni stato {\displaystyle q} di {\displaystyle Q} si ha {\displaystyle |\delta (q,a,Z)|+|\delta (q,\varepsilon ,Z)|<2}

### Configurazione di un automa a pila
Dato un automa a pila {\displaystyle M=(\Sigma ,\Gamma ,Z_{0},Q,q_{0},F,\delta )} si dice configurazione di {\displaystyle M} una tripla {\displaystyle (q,x,\gamma )}, dove {\displaystyle q} appartiene a {\displaystyle Q}, {\displaystyle x} a {\displaystyle \Sigma ^{\star }} e {\displaystyle \gamma } a {\displaystyle \Gamma ^{\star }}.

## Accettazione degli automi a pila
Un automa a pila ha due diversi modi di accettare un linguaggio:

### Accettazione per pila vuota
Dato un automa a pila {\displaystyle M}, una sua configurazione è di accettazione se {\displaystyle x=\gamma =\varepsilon }. In base a tale definizione una stringa {\displaystyle x} è accettata da un automa a pila se e solo se al termine dell'elaborazione di {\displaystyle x} la pila è vuota.

### Accettazione per stato finale
Vediamo ora l'esempio di un automa a pila non deterministico che riconosca il linguaggio {\displaystyle \{0^{n}1^{n}\mid n\geq 0\}} per stato finale:
{\displaystyle M=(Q,\ \Sigma ,\ \Gamma ,\ \delta ,\ q_{0},\ Z,\ F)}, con 
- alfabeto di input: {\displaystyle \Sigma =\{0,1\}}
- alfabeto dei simboli della pila: {\displaystyle \Gamma =\{A,Z\}}
- carattere iniziale della pila: {\displaystyle Z\in \Gamma }
- stati: {\displaystyle Q=\{p,q,r\}}
- stato iniziale: {\displaystyle q_{0}=p}
- stati finali: {\displaystyle F=\{r\}}
- funzione di transizione ({\displaystyle \varepsilon } è la stringa vuota) – costituita dalle seguenti 6 istruzioni:

{\displaystyle (p,0,Z,p,AZ)},
{\displaystyle (p,0,A,p,AA)},
{\displaystyle (p,\epsilon ,Z,q,Z)},
{\displaystyle (p,\epsilon ,A,q,A)},
{\displaystyle (q,1,A,q,\epsilon )},
{\displaystyle (q,\epsilon ,Z,r,Z)}.
Le prime due istruzioni dicono che in uno stato p, per ogni 0  letto viene aggiungo A sulla pila. Aggiungere un A su un altro A è formalizzato dalla scritta AA (così come AZ simbolizza immettere un A su una Z).
La terza e quarta istruzione indicano una epsilon-transizione (ossia una transizione non deterministica, che può avvenire in qualsiasi momento) dallo stato p allo stato q.
La quinta istruzione dice che in uno stato q, per ogni 1 letto, viene tirato via un A dalla cima della pila.
Infine, la sesta istruzione dice che la macchina passa dallo stato q allo stato finale r solamente quando la pila è costituita dalla sola variabile Z (ossia la variabile inizialmente sulla pila). Questo vuol dire che l'automa accetta unicamente la parole dove il numero di 0 è pari al numero dei successivi 1.
Dato un automa a pila {\displaystyle M}, una sua configurazione {\displaystyle (q,x,\gamma )} è di accettazione se {\displaystyle x=\varepsilon } e {\displaystyle q} appartiene a {\displaystyle F}. Secondo questa definizione una stringa {\displaystyle x} è accettata da {\displaystyle M} se e solo se al termine dell'elaborazione di {\displaystyle x} stringa l'automa si trova in uno stato finale.
In generale, dato un automa a pila {\displaystyle M}, il linguaggio riconosciuto da {\displaystyle M} per pila vuota è diverso dal linguaggio riconosciuto da {\displaystyle M} per stato finale. È importante notare, tuttavia, che la classe  dei linguaggi riconosciuti dagli automi a pila non cambia sia che si scelga l'accettazione per pila vuota che per stato finale. Vale, cioè che {\displaystyle L} è un linguaggio accettato per pila vuota da un automa a pila {\displaystyle M_{1}} se e solo se {\displaystyle L} è un linguaggio accettato per stato finale da un automa a pila {\displaystyle M_{2}}. In particolare, la classe dei linguaggi accettati dagli automi a pila coincide con quella dei linguaggi liberi da contesto.